# صائد الأحلام (فلم)
صائد الأحلام هو فيلم مصري من إنتاج 1988، ومن بطولة ممدوح عبدالعليم، صابرين، حنان شوقي ومن إخراج إنعام محمد علي.

## القصة
أحمد مات والده وهو بالسنة النهائية بكلية الطب، وأصبح الحمل ثقيلًا عليه، فكان عليه أن يعول أخته ووالدته، فاضطر للعمل صباحًا كطبيب بمستشفى وبعد الظهر عامل بالمقاولات، هجرته حبيبته هناء لتتزوج برجل ثري، فأصيب بعقدة نفسية حولته لمنتقم من كل بنات حواء.

## بطولة
| - ممدوح عبد العليم:د. أحمد - صابرين:د. هناء - حنان شوقي:خيرية - عبد الله محمود:علي - علا رامي:سهام | - فتوح أحمد:مصطفى - محمد الشويحي:عباس - والد هناء - حسن حسين:المعلم سعيد - والد مصطفى - ماجدة زكي:صفية - ليلى فهمي:أم هناء | - مجدي صبحي:أشرف - خطيب سهام - ثريا إبراهيم:أم أحمد - أمال سالم - مخلص البحيري:فتحي - عبد العظيم عبد الحق:جد أحمد | - رجاء أمين - سمير عبد الرحمن - نادية شمس الدين - رشدي عسكر - محمد حسين |

## فريق العمل
| - سيد أبو السعود: مدير الإنتاج - عبدالحميد الشاذلي: مدير الإنتاج - قطاع الإنتاج - إتحاد الإذاعة والتلفزيون (ج.م.ع): منتج - ممدوح الليثي: منتج فني - محمود حنفي: مساعد منتج - إنعام محمد علي: مخرج - مجدي أحمد علي: مخرج مساعد - سميح المنسي: مساعد مخرج - إيمان الحداد: ملاحظ السيناريو - أحمد قنديل: كلاكيت - مصر للإستوديوهات والإنتاج السينمائي (مصر للاستوديوهات): الطبع والتحميض - محمد مميش: مصحح الألوان - صلاح عبدالحليم: مدير عام المعامل | - سيد الهواري: مدير عام الاستديو - حسين عفيفي: مونتير - وديع شفيق: مساعد مونتير - نبيل حسين: مساعد مونتير - عناية عبدالعزيز: نيجاتيف - راوية بياض: مهندس الديكور - أمينة حسن: مهندس الديكور - محمد المغربي: منسق المناظر - ستديو الأهرام (ستديوهات الأهرام): المناظر الداخلية - سيد حامد: مكساج - سمير ابو الحلجان: مساعد الصوت - عبدالغني الجمل: مسجل الصوت - كمال عبدالحق: ماكيير | - أماني شوقي: مساعد ماكيير - منير قلته: مصفف الشعر - عبدالوهاب مطاوع: مؤلف - محمد حلمي هلال: سيناريو وحوار - محمود عبدالسميع: مدير التصوير - مجدي رمزي: مساعد مصور - محمد مرسي: ريجيسير - نوال: المقدمة والتروكاج - قطاع الشئون المالية والاقتصادية - اتحاد الإذاعة والتلفزيون (ج.م.ع): موزع - صبحي بسطا: مصور فوتوغرافيا - حسن الشاعر: مؤثرات حية - فاروق الشرنوبي: موسيقى تصويرية |

## روابط خارجية
- مقالات تستعمل روابط فنية بلا صلة مع ويكي بيانات